# 黛提瀑布

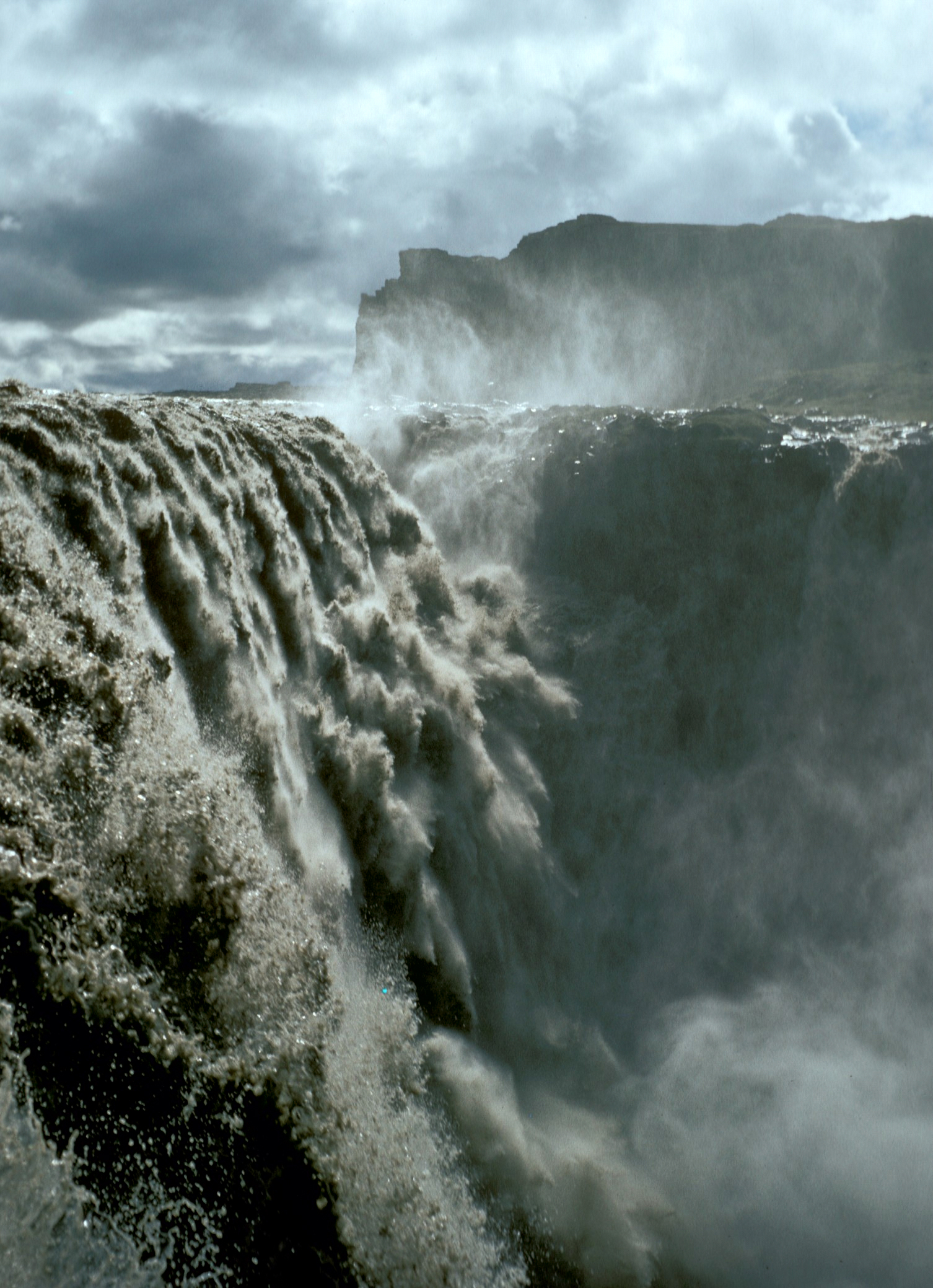
黛提瀑布

黛提瀑布是冰島東北部瓦特纳冰川国家公园内的瀑布，被認為是欧洲仅次于莱茵瀑布的最雄伟的瀑布。瀑布位于源于瓦特納冰原的菲约德勒姆冰河上，该河流的流域覆盖冰岛东北部。丰富的沉淀物使河水发灰白色。
黛提瀑布寬度約100公尺，高度有44公尺。按流量来计算的话为冰岛第二大瀑布，平均流量每秒193立方公尺。称其为最雄伟是由于水流及瀑布长度的缘故。

## 瑣事
冰島作曲家琼·莱夫斯從此瀑布得到靈感，譜寫了一首曲子'Dettifoss'。亦是普羅米修斯 (電影)拍攝場景之一。

## 參见
- 歐洲瀑布列表

## 外部連結
- Dettifoss （页面存档备份，存于） （英文）

65°49′18.91″N 16°23′17.41″W / 65.8219194°N 16.3881694°W